# Ajuchitlancito
Ajuchitlancito  es una localidad que se encuentra en el municipio de Pedro Escobedo y al sureste del estado de Querétaro Mexico. Cuenta con una población de 3,328 donde 1,128 personas van de los 0-14 años, 918 van de los 15-29 años, 177 a partir de los 60 y tan solo 145 son discapacitados. Su longitud es de 20° 28' 36.0", con una latitud de -100° 12' 56.0" y una altitud de 1,967 metros sobre el nivel del mar.

## Medio Físico

### Relieve
Su forma es una llanura plana de contorno irregular, situada entre estribaciones de la Sierra Madre Oriental al Norte y prominencias de la Sierra Madre Occidental al Sur.

### Hidrografía
La localidad de Ajuchitlancito cuenta con un manantial, 2 pozos y el cuerpo más importante de agua la presa Santa Guadalupe.

### Tipo de Suelo
El tipo de suelo en su mayor parte es el vertisol pélico, que presenta como característica común un gran contenido de materia orgánica, lo que explica su gran fertilidad. Otros tipos de suelo que también se encuentran dentro de la zona son: el suelo para agricultura temporal y de riego, suelos con vegetación de matorral crasicaule y subtropical.

## Clima
El clima del municipio donde se localiza Ajuchitlancito es subhúmedo con lluvias en verano; la temperatura media anual es de 18.4 grados centígrados y la precipitación pluvial media anual de 623.6 milímetros.

## Principales Ecosistemas

### Flora
Existe una amplia variedad de plantas, árboles frutales y una gran variedad de árboles, sobre todo coníferas, truenos, eucaliptos, bugambilias y jacarandas.

### Fauna
Debido a la predominancia de terreno plano, la fauna ha estado sometida a una sistemática disminución por intervención del hombre; situación que ha colocado en condición de subsistencia a algunos animales como ardillas, liebres, conejos, tlacuaches, coyotes y zorrillos.

### Recursos naturales
Ajuchitlancito cuenta con distintos recursos hídricos como la Presa Santa Guadalupe y un manantial cerca de la iglesia de la localidad.  A su vez tiene suelos fértiles  predominando el planosol, litosol y feozem; también se incluyen árboles y otros tipos de vegetación.

## Evolución Geográfica

### Vivienda
Existen 671 viviendas particulares habitadas en Ajuchitlancito. Gran parte de ellas son de un piso, construidas con ladrillo y cemento. Algunos de sus techos son de lámina.
El promedio de ocupantes en viviendas particulares habitadas es de 4.83. Del total de las viviendas, 18 casas no disponen de agua entubada de la red pública, 46 no tienen acceso al drenaje. Adicionalmente, 23 casas son de piso de tierra, 9 no cuentan con energía eléctrica y 30 viviendas no disponen de excusado o de sanitario.
Los resultados del Censo de Población y Vivienda 2010 del INEGI, muestran que hay 46 viviendas particulares habitadas con un solo cuarto, 15 viviendas particulares habitadas sin ningún bien (sin radio, televisión, refrigerador, lavadora, automóvil, computadora, teléfono fijo, celular ni internet), 639 viviendas disponen de televisor, 538 de refrigerador, 339 de lavadoras, 226 de automóvil o camioneta, 61 de computadora, 10 de teléfono, 335 de celular y 5 de internet.
La fuente de abastecimiento del lugar es de pozo por red de tuberías subterráneas.

### Población
Número de habitantes:
De acuerdo a la información del Plan de desarrollo de Pedro Escobedo 2018-2021, el número de habitantes es el siguiente:
| Localidad      | Hombres | Mujeres | Total de Población |
| Ajuchitlancito | 1613    | 1625    | 3,238              |

| Población | 0 a 14 de edad | 15 a 29 de edad | 30 a 59 de edad | De 60 para adelante | Con discapacidad |
| Total     | 1128           | 981             | 960             | 177                 | 145              |

Según la SEDESOL, en el 2005 Ajuchitlancito contaba con los siguientes datos demográficos:
| Hombres | Mujeres | Total |
| 1,400   | 1,403   | 2,803 |

Pero para el 2010 los datos demográficos fueron los siguientes:
| Hombres | Mujeres | Total |
| 1,613   | 1,625   | 3,238 |

## Actividad Económica
Las principales actividades económicas de esta localidad son la producción de frijol negro, trigo y maíz. Por otra parte, en la huerta de la finca se produce gran variedad de elementos culinarios: peras, duraznos, cacahuates, fresa, jícama, chabacano, aguacate y membrillo en cantidades abundantes. La mayoría de dichos productos se exportan a distintas partes del mundo: el frijol negro es destinado para Cuba, el maíz hacia África y hacia Europa el ate de membrillo producido en la Hacienda de Ajuchitlancito. Así mismo, cuentan con producción de carbón de encino que se transporta a diferentes partes de la República Mexicana como Guadalajara, Querétaro y la Ciudad de México.

## Alimentación
Su dieta se compone principalmente por nopales y frijoles; agosto y septiembre son los meses en los que mayor producción de maíz tienen. Cuentan con un mini mercado también conocido como “tianguis” el cual se pone los martes y ahí es donde los habitantes realizan trueque con maíz. Hay poca escasez de alimento pero al mismo tiempo no se lleva una buena dieta, lo que más se conoce de Ajuchitlancito en alimentos son las carnitas, la barbacoa, las enchiladas, las gorditas, los quesos y la crema. Enfocándonos un poco más en los dulces son los buñuelos de harina de trigo y los tamales con atole. Finalmente, para las bebidas cuentan con pulque de maguey y cebada.

## Salud
Ajuchitlancito necesita de un servicio de salud en el que un médico pueda dar consultas todos los días y se disponga de medicamento tomando en cuenta los requerimientos de la población usuaria, ya que además los pacientes deben trasladarse a la comunidad de La Venta para obtener consulta y en ocasiones a la cabecera municipal a surtir las recetas. Incluso dentro de la comunidad, es más común la auto-medicación que asistir al médico.
“Lo primero que se pidió fue un Centro de Salud digno para esta comunidad de Ajuchitlancito, porque tenemos un centro que ni servicio tiene, prácticamente es una casita pequeña y para tantos habitantes, los siete mil 500, ya urge”, indicó el subdelegado de la comunidad, Israel Reséndiz de la Cruz.

## Educación
En la localidad de Ajuchitlancito hay 209 analfabetas, entre los cuales 53 de los jóvenes no asisten a la escuela. 
De su población, 237 personas con 15 años no cuentan con ningún tipo de escolaridad, 867 tienen una escolaridad incompleta, 454 habitantes tienen una escolaridad básica y apenas 150 presentan educación post-básica.
Ajuchitlancito únicamente tiene registradas a 1 escuela preescolar de educación pública en su localidad, 2 escuelas primarias de educación pública y 1 escuela secundaria de educación pública; y  en cuanto a los niveles media superior y superior, no tiene registradas ninguna. 
Por otra parte, de esas 4 escuelas en su localidad, en conjunto asisten 834 alumnos de los cuales 426 son hombres y 408 mujeres, además en ellas (en total de las 4) se encuentran laborando 25 docentes.